# Autoengano
Autoengano é o processo de negar ou racionalizar a relevância, significado ou importância de evidências opostas e argumentos lógicos. O autoengano envolve convencer-se de uma verdade (ou falta de verdade) para que não revele nenhum autoconhecimento do engano.

## Breve história
Enquanto a análise freudiana das mentes consciente e inconsciente dominava o campo, mais e mais cientistas psicológicos ficaram curiosos sobre como esses dois mundos aparentemente separados poderiam funcionar juntos nos anos 70. No entanto, devido à falta de modelos mecanicistas disponíveis para esta linha de pesquisa, o debate foi colocado em pausa. Mais tarde, o foco foi deslocado para a pesquisa relacionada à visão em psicologia social.

## Críticas
A alegação de que não estar consciente sobre o engano diminuiria os sinais de mentira da linguagem corporal é criticada por ser incompatível com a natureza inconsciente da mesma, pois ela revela processos não conscientes, bem como por não ser capaz de explicar por que a seleção evolucionária para mentir permitiria que uma linguagem corporal que denunciasse a existência existisse em vez de simplesmente selecionar por falta de tais sinais.
A noção de que o engano inconsciente seria menos dispendioso do que o engano consciente está sujeito a críticas, citando que uma mentira inconsciente seguida por um processo de criação de uma confabulação consciente equivaleria a mais, não menos, processos cerebrais do que simplesmente inventar um mentira consciente.
O conceito de autoengano é criticado por poder classificar qualquer crítica à noção de autoengano como sendo um autoengano em si, retirando sua falsificabilidade e, portanto, tornando-a não científica, e também por ser um obstáculo para a ciência em geral por ser capaz de classificar qualquer coisa como autoengano de uma maneira que se confirme de uma maneira que não seja autocorretiva.
A suposição de que os indivíduos que sentem prazer em ferir os outros se enganariam acreditando que suas vítimas não foram feridas é criticada por contradizer sua própria premissa, pois se o indivíduo gostasse de saber que a vítima foi ferida, tal autoengano reduziria e não aumentar o prazer.

### Livros
- Hållén, Elinor (2011). A Different Kind of Ignorance: Self-Deception as Flight from Self-Knowledge. Diss. Uppsala: Uppsala Universitet. ISBN 978-91-506-2206-5.
- Leadership and Self Deception, by Arbinger Institute. ISBN 978-1-57675-977-6
- Anatomy of Peace: Resolving the Heart of Conflict, by Arbinger Institute. ISBN 978-1-57675-334-7
- McLaughlin, Brian P. & Amélie Oksenberg Rorty (eds.) (1988). Perspectives on Self-Deception. California UP: Berkeley etc. PhilPapers: MCLPOS
- Trivers, R. (2011). The Folly of Fools: The Logic of Deceit and Self-Deception in Human Life. Basic Books. ISBN 978-0-465-02755-2

### Jornais
- Teorema, Vol. XXVI/3, Monographic on Self-Deception: Conceptual Issues, Autumn 2007
- Behavioral and Brain Sciences, Vol. 20 (1), 1997.
- Van Leeuwen, D. S. Neil (2007). «The Spandrels of Self-Deception: Prospects for a Biological Theory of a Mental Phenomenon». Philosophical Psychology. 20 (3): 329–348. doi:10.1080/09515080701197148
- Gadsby, Stephen, (2021), "Imposter Syndrome and Self-Deception", Australasian Journal of Philosophy. doi:10.1080/00048402.2021.1874445